# Vimioso
Vimioso é uma vila raiana portuguesa localizada na sub-região das Terras de Trás-os-Montes, pertencendo à região do Norte e ao distrito de Bragança. 
É sede do Município de Vimioso que tem uma área total de 481,59 km2, 4.176 habitantes (2023) e uma densidade populacional de 8 habitantes por km2, subdividido em 10 freguesias. O município é limitado a norte pela região espanhola de Castela e Leão, a leste pelo município de Miranda do Douro, a sul por Mogadouro, a sudoeste por Macedo de Cavaleiros e a oeste e noroeste por Bragança.

## Freguesias

Freguesias do município do Vimioso

#### Freguesias atuais
O município de Vimioso está dividido em 10 freguesias:
| Freguesia                      | Residentes (2021) |
| ------------------------------ | ----------------- |
| Algoso, Campo de Víboras e Uva | 490               |
| Argozelo                       | 560               |
| Caçarelhos e Angueira          | 296               |
| Carção                         | 388               |
| Matela                         | 211               |
| Pinelo                         | 220               |
| Santulhão                      | 330               |
| Vale de Frades e Avelanoso     | 293               |
| Vilar Seco                     | 116               |
| Vimioso                        | 1245              |

#### Freguesias anexadas
Até à reforma administrativa de 2013, o município estava dividido em 14 freguesias.
- Algoso
- Angueira
- Avelanoso
- Caçarelhos
- Campo de Víboras
- Uva
- Vale de Frades

#### Outras aldeias das várias freguesias
- Junqueira (Matela)
- Mora (Uva)
- São Joanico (Vale de Frades)
- Serapicos (Vale de Frades)
- Quinta de Vale da Pena (Pinelo)
- Vale de Algoso (Algoso)
- Vila Chã (Uva)

## Aspectos geográficos
O município de Vimioso, situa-se no planalto mirandês e faz parte da Terra Fria transmontana que também inclui os municípios de Miranda do Douro, Bragança e Vinhais. É um município acidentado, atravessado pelos vales profundos dos rios Angueira, Maçãs e Sabor.

## Economia
Vimioso é um município agropecuário, dedicado à criação de gado bovino (raça mirandesa) e suíno e ao cultivo dos cereais (centeio, cevada, milho, trigo), da oliveira, da vinha, da batata e de hortaliças (abóbora, couve, feijão etc.). Outrora importante, a criação de gado caprino e ovino está hoje em declínio.
No município existem minas de mármore, em Santo Adrião, e de volfrâmio, em Argozelo. A indústria está representada por empresas de construção civil e serralharias.

## História
Há indícios de povoamento pré-histórico em vários locais e castros existentes no termo de várias freguesias do concelho (Atalaia de Vimioso, Pereiras, castro da 'Batoqueira, castro da Terronha etc.).
Com outros da região (Bragança, Outeiro, Miranda do Douro, Mogadouro, Penas Roias), os castelos de Algoso e Vimioso fizeram parte da linha de defesa da fronteira oriental do reino. Em Vimioso, além do castelo destruído no século XVIII, existia a torre da Atalaia de que ainda restam vestígios.
Símbolos do direito de exercer justiça, foram erguidos pelourinhos em Algoso, à frente da Câmara e em Vimioso, à frente do antigo castelo.
Em 1492, o concelho viu chegar grande afluência de judeus expulsos dos reinos de Leão e Castela. Depois de acamparem num local que conservou o nome de Cabanas, entre as actuais povoações de Caçarelhos e Vimioso, os judeus foram autorizados a estabelecerem-se em várias aldeias e vilas da região (Argozelo, Carção, Vimioso, etc.). Convertidos à força à religião católica, constituíram nessas localidades comunidades importantes que pouco se misturaram com o resto da população até meados do século XX. Os judeus – assim chamados até hoje – distinguiam-se dos lavradores pelos ofícios exercidos, ligados ao artesanato e comércio.
O século XVI e o início do século XVII constituíram um período de prosperidade para Vimioso e outras terras do Nordeste transmontano (Miranda do Douro, Outeiro, etc.). Em 1516, Vimioso foi elevada a vila por foral do rei D. Manuel.
Com as reformas administrativas do século XIX, o concelho de Vimioso cresceu incorporando o extinto concelho de Pinelo e parte dos de Algoso (freguesias de Algoso e Matela), Miranda do Douro (freguesia de Caçarelhos) e Outeiro (freguesias de Argozelo e Santulhão).
Durante todo o século XX, vários surtos migratórios levaram grande parte da população para o Brasil – até à década de 1960 – e para a Europa (principalmente para França), provocando a desertificação do município.

## Demografia
★ Os Recenseamentos Gerais da população portuguesa, regendo-se pelas orientações do Congresso Internacional de Estatística de Bruxelas de 1853, tiveram lugar a partir de 1864, encontrando-se disponíveis para consulta no site do Instituto Nacional de Estatística (INE). 
A população registada nos censos foi:
(Obs.: Número de habitantes "residentes", ou seja, que tinham a residência oficial neste município à data em que os censos  se realizaram.)
| Número de habitantes por grupo etário | Número de habitantes por grupo etário | Número de habitantes por grupo etário | Número de habitantes por grupo etário | Número de habitantes por grupo etário | Número de habitantes por grupo etário | Número de habitantes por grupo etário | Número de habitantes por grupo etário | Número de habitantes por grupo etário | Número de habitantes por grupo etário | Número de habitantes por grupo etário | Número de habitantes por grupo etário | Número de habitantes por grupo etário | Número de habitantes por grupo etário |
| ------------------------------------- | ------------------------------------- | ------------------------------------- | ------------------------------------- | ------------------------------------- | ------------------------------------- | ------------------------------------- | ------------------------------------- | ------------------------------------- | ------------------------------------- | ------------------------------------- | ------------------------------------- | ------------------------------------- | ------------------------------------- |
|                                       | 1900                                  | 1911                                  | 1920                                  | 1930                                  | 1940                                  | 1950                                  | 1960                                  | 1970                                  | 1981                                  | 1991                                  | 2001                                  | 2011                                  | 2021                                  |
| 0-14 Anos                             | 3 730                                 | 4 354                                 | 3 609                                 | 4 008                                 | 4 536                                 | 4 595                                 | 4 450                                 | 3 070                                 | 2 274                                 | 1 177                                 | 591                                   | 405                                   | 296                                   |
| 15-24 Anos                            | 1 932                                 | 1 920                                 | 1 827                                 | 2 046                                 | 2 178                                 | 2 397                                 | 2 224                                 | 1 520                                 | 1 431                                 | 813                                   | 628                                   | 362                                   | 287                                   |
| 25-64 Anos                            | 4 777                                 | 5 056                                 | 4 349                                 | 4 600                                 | 5 008                                 | 5 475                                 | 5 312                                 | 4 185                                 | 3 564                                 | 2 997                                 | 2 449                                 | 2 091                                 | 1 747                                 |
| = ou > 65 Anos                        | 508                                   | 547                                   | 583                                   | 649                                   | 735                                   | 693                                   | 796                                   | 1 100                                 | 1 231                                 | 1 336                                 | 1 647                                 | 1 811                                 | 1 819                                 |

(Obs: De 1900 a 1950 os dados referem-se à população "de facto", ou seja, que estava presente no município à data em que os censos se realizaram. Daí que se registem algumas diferenças relativamente à designada população residente)
Excepto as freguesias de Vimioso e Argozelo, que concentram os serviços (administração, bancos, comércios etc.), Vimioso é um município rural cuja população exerce atividades essencialmente agrícolas. A emigração e o êxodo rural para Bragança e para as metrópoles do litoral (Porto, Lisboa), explicam a desertificação dramática da região. A população do município é hoje principalmente constituída de idosos.
Em duas aldeias deste município, Angueira e Vilar Seco, fala-se o mirandês. Há ainda registo de falantes em Caçarelhos, mas pensa-se que ali terá deixado de se usar generalizadamente nas últimas décadas.
A taxa de natalidade é bastante baixa no município. Em 2013 nasceram 40 crianças, em 2014 19 e em 2015 houve 26 nascimentos.
A partir da segunda metade da década de 2010, o município apresentou ténues sinais de rejuvenescimento, tendo aumentado o número de jovens entre os 0 e 14 anos de 405 em 2011 para 417 em 2018, mas o número desceu para 296 em 2021.

## Ensino

### Ensino Pré-Escolar
- Jardim de Infância de Vimioso
- Jardim de Infância de Argozelo

### Ensino Primário
- Escola Básica de Vimioso

### Ensino de 2º e 3º Ciclo
- Escola Básica de Vimioso

## Política

### Eleições autárquicas[10]
| Data | %       | V       | %     | V     | %            | V            | %              | V      | %              | V      | %              | V   | Participação |                |
| Data | PPD/PSD | PPD/PSD | PS    | PS    | FEPU/APU/CDU | FEPU/APU/CDU | CDS-PP         | CDS-PP | PPM            | PPM    | MPT            | MPT | Participação |                |
| ---- | ------- | ------- | ----- | ----- | ------------ | ------------ | -------------- | ------ | -------------- | ------ | -------------- | --- | ------------ | -------------- |
| Data | 1976    | 47,92   | 3     | 38,44 | 2            | 3,98         | -              |        |                |        |                |     |              | 53,80 / 100,00 |
| 1979 | 65,74   | 4       |       |       | 9,34         | -            | 17,66          | 1      | 67,23 / 100,00 |        |                |     |              |                |
| 1982 | 19,24   | 1       | 37,09 | 2     | 1,26         | -            |                |        | 36,05          | 2      | 67,96 / 100,00 |     |              |                |
| 1985 | 22,33   | 1       | 45,28 | 3     | 1,29         | -            | 25,86          | 1      |                |        | 67,78 / 100,00 |     |              |                |
| 1989 | 37,61   | 2       | 55,96 | 3     | 0,74         | -            |                |        | 67,65 / 100,00 |        |                |     |              |                |
| 1993 | 43,28   | 2       | 51,05 | 3     | 1,12         | -            | 67,35 / 100,00 |        |                |        |                |     |              |                |
| 1997 | 39,85   | 2       | 55,39 | 3     | 0,66         | -            | 0,35           | -      | 68,95 / 100,00 |        |                |     |              |                |
| 2001 | 49,08   | 3       | 45,42 | 2     | 0,47         | -            | 1,10           | -      | 70,39 / 100,00 |        |                |     |              |                |
| 2005 | 59,11   | 3       | 36,32 | 2     | 0,71         | -            | 0,44           | -      | 68,79 / 100,00 |        |                |     |              |                |
| 2009 | 57,75   | 3       | 38,06 | 2     | 0,65         | -            |                |        | 63,36 / 100,00 |        |                |     |              |                |
| 2013 | 58,52   | 3       | 35,89 | 2     | 0,94         | -            | 60,27 / 100,00 |        |                |        |                |     |              |                |
| 2017 | 57,27   | 3       | 35,33 | 2     | 1,48         | -            | 1,51           | -      | CDS-PP         | CDS-PP | 57,63 / 100,00 |     |              |                |
| 2021 | 63,38   | 4       | 28,27 | 1     | 1,38         | -            |                |        |                |        | 58,00 / 100,00 |     |              |                |

### Eleições legislativas
| Data | %     | %     | %     | %    | %     | %     | %        | %     | %    | %     | %    | %       | %   | % | %  | %  |
| Data | PSD   | PS    | CDS   | PCP  | UDP   | AD    | APU/ CDU | FRS   | PRD  | PSN   | BE   | PSD CDS | PAN | L | CH | IL |
| ---- | ----- | ----- | ----- | ---- | ----- | ----- | -------- | ----- | ---- | ----- | ---- | ------- | --- | - | -- | -- |
| 1976 | 43,15 | 20,69 | 16,61 | 1,42 | 0,50  |       |          |       |      |       |      |         |     |   |    |    |
| 1979 | AD    | 16,31 | AD    | APU  | 1,96  | 63,69 | 4,82     |       |      |       |      |         |     |   |    |    |
| 1980 | AD    | FRS   | AD    | APU  | 0,99  | 71,87 | 2,79     | 15,03 |      |       |      |         |     |   |    |    |
| 1983 | 51,29 | 29,61 | 5,49  | APU  | 0,37  |       | 2,14     |       |      |       |      |         |     |   |    |    |
| 1985 | 50,87 | 23,18 | 5,20  | APU  | 0,88  | 3,03  | 3,99     |       |      |       |      |         |     |   |    |    |
| 1987 | 66,81 | 16,58 | 2,73  | CDU  | 1,13  | 1,60  | 0,52     |       |      |       |      |         |     |   |    |    |
| 1991 | 63,28 | 22,56 | 3,60  | CDU  |       | 1,17  | 0,54     | 2,29  |      |       |      |         |     |   |    |    |
| 1995 | 52,41 | 36,47 | 3,86  | CDU  | 0,76  | 1,44  |          |       |      |       |      |         |     |   |    |    |
| 1999 | 50,27 | 39,68 | 3,23  | CDU  |       | 1,70  | 0,32     | 0,86  |      |       |      |         |     |   |    |    |
| 2002 | 61,26 | 28,27 | 3,96  | CDU  | 1,49  |       | 0,74     |       |      |       |      |         |     |   |    |    |
| 2005 | 47,85 | 40,14 | 4,33  | CDU  | 1,10  | 1,66  |          |       |      |       |      |         |     |   |    |    |
| 2009 | 52,44 | 33,31 | 4,67  | CDU  | 1,13  | 3,14  |          |       |      |       |      |         |     |   |    |    |
| 2011 | 61,28 | 25,39 | 5,02  | CDU  | 1,24  | 1,06  |          |       |      |       |      |         |     |   |    |    |
| 2015 | CDS   | 30,05 | PSD   | CDU  | 2,05  | 5,20  | 55,89    | 0,35  | 0,28 |       |      |         |     |   |    |    |
| 2019 | 53,16 | 32,15 | 2,03  | CDU  | 1,14  | 3,94  |          | 0,93  | 0,17 | 0,55  | 0,25 |         |     |   |    |    |
| 2022 | 52,29 | 35,12 | 0,73  | CDU  | 0,91  | 1,55  | 0,60     | 0,13  | 4,62 | 1,12  |      |         |     |   |    |    |
| 2024 | AD    | 31,10 | AD    | CDU  | 45,43 | 0,44  | 1,46     | 0,79  | 0,35 | 12,88 | 0,84 |         |     |   |    |    |

## Património
Apesar das guerras e vicissitudes da História, o município apresenta um património arquitectónico de que fazem parte:
- Algoso: Solar dos Távoras, Castelo (século XIII), Pelourinho (século XVI), Igreja Matriz e Capela de São João (século XVII);
- Angueira: Castros do Gago e da Cocoia;
- Argozelo: Capela de S. Bartolomeu, Castros da Terronha e do Cerro Grande;
- Caçarelhos: Capela Joanina;
- Santulhão: Ponte Romana sobre o Rio Sabor
- Carção: Castro de Carção;
- Vimioso: Igreja Matriz (século XVI/XVII), Pelourinho (Idade Média), Castros de Batoqueira e do Vale de S. Miguel.

## Artesanato
Cestaria, tecelagem, cobres, colchas, curtumes, cantarias (granito) e mármores.

## Feiras
- Feiras quinzenais: dias 10 e 25 em Vimioso,
- Feiras mensais: dia 9 em Algoso, dia 13 em Vilar Seco, dia 19 em Caçarelhos, segundo domingo do mês em Carção.
- Feira anual: feira de S. Lourenço, feriado municipal, dia 10 de Agosto em Vimioso.

## Festas principais
- Algoso: Ramo de São João - Roscos (Domingo Gordo); Sábado de Aleluia e Mercado Medieval (Sábado de Páscoa); Festas em honra de São João - Sardinhada e Animação (23 e 24 Junho); Festas em honra da Nossa Senhora da Assunção e São Roque (9 a 17 de Agosto); Festas em honra de São Martinho (11 de Novembro); Festas em honra do Menino Jesus (21 ao 25 de Dezembro)
- Argozelo: festas de S. Bartolomeu (24 de Agosto) e Sra das Dores (1° domingo de Setembro);
- Campo de Víboras: festa de S. Tiago, (últimos domingo e segunda-feira de Agosto);
- Carção: festa da Sra das Graças (último domingo de Agosto);
- Vimioso: festas de S. Lourenço, Sta Bárbara, Sra dos Remédios e Sra da Saúde (semana do dia 10 de Agosto).

## Acessos
- EN218
  - Miranda do Douro - Malhadas (Miranda do Douro) - Genísio (Miranda do Douro) - Vimioso - Carção (Vimioso) - Argozelo (Vimioso) - A4

- EN219
  - Mogadouro - Algoso (Vimioso) - Campo de Víboras (Vimioso) - Vimioso
- EN317
  - Carção (Vimioso) - Santulhão (Vimioso) - Bagueixe (Macedo de Cavaleiros) - Vinhas (Macedo de Cavaleiros)